# Díptic de Crucifixió i Judici Final
El Díptic de Crucifixió i Judici Final és un díptic gòtic de petites dimensions pintat a l'oli sobre taula pel primitiu flamenc Jan van Eyck, amb algunes àrees acabades per seguidors no identificats o membres del seu taller. Es creu que les taules varen ser realitzades durant els primers anys 1430, encara que alguns historiadors d'art han suggerit dates anteriors, al voltant de 1420. És un dels primers olis sobre taula (actualment traspassat a tela) del moviment dels primitius flamencs un prerenaixement amb mestres que destaquen per la seva iconografia inhabitualment complexa i altament detallada amb una habilitat tècnica evident en el seu acabament. El díptic està realitzat en un format de miniatura; les taules només fan 56,5 cm d'alt i 19,7 cm d'ample, i probablement va ser encarregat per a ús personal i privat.
L'ala esquerra descriu la Crucifixió i mostra en primer pla els seguidors de Crist amb mostres de dolor, soldats i espectadors situats al centre de la imatge, als peus de les tres creus amb els cossos crucificats, un retrat brutal que se situa a la part superior. L'escena es retalla contra un cel blau cel i una vista llunyana de Jerusalem. L'ala de la dreta conté escenes associades amb el Judici Final: un paisatge de l'infern a la part baixa de la imatge, els ressuscitats esperant el judici a la part central, i una representació de Crist en Majestat flanquejat per una gran deisi de sants, apòstols, clergat, verges i noblesa en la part superior.
L'obra inclou inscripcions gregues, llatines i hebrees. Els marcs daurats originals contenen passatges Bíblics en llatí dibuixat a partir dels llibres d'Isaiah, Deuteronomi i Apocalipsi. Segons una data escrita en rus al revers, la pintura va ser transferida de fusta a tela el 1867. La documentació més antiga sobre l'obra data de 1841, quan es creia que eren ales d'un tríptic perdut. Les taules varen ser adquirides pel Metropolitan Museum of Art el 1933 i en aquell moment es va atribuir a Hubert, germà de Jan van Eyck. Hi ha hagut dificultats significatives en datar el treball. Alguns historiadors d'art creuen que les taules són dels darrers treballs de Van Eyck i que varen ser acabats després de la seva mort. Altres sostenen que el díptic cal situar-lo al voltant dels primers anys 1420 i atribueixen els passatges més dèbils a la inexperiència d'un jove Jan van Eyck.

## Format i tècnica
Junt amb Robert Campin, i més tard amb Rogier van der Weyden, Van Eyck va revolucionar l'aproximació cap al naturalisme i el realisme de la pintura europea del Nord de la primera meitat del segle xv. Va desenvolupar la tècnica de la pintura a l'oli per aconseguir el màxim detall que infonia a les seves imatges un grau alt de realisme reflectint molt bé les emocions dels personatges, com els d'aquest díptic. A això s'hi suma al domini del vernís per crear superfícies lluminoses i una profunda perspectiva que no s'havia aconseguit abans, especialment a la part superior del panell de la Crucifixió.

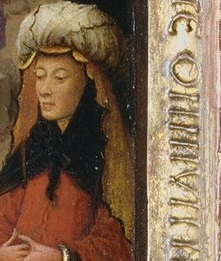
Una dona no identificada, possiblement una sibil·la, amb una inscripció vertical en llatí, a l'esquerra a tocar del marc

Els anys 1420 i 1430, quan la pintura a l'oli a la taula estava encara a les beceroles, el format vertical es feia servir sovint per a les pintures del Judici Final, perquè facilita una representació jeràrquica de cel, terra i infern. Per contra, les representacions de la Crucifixió es realitzaven normalment en un format horitzontal. Per encaixar aquestes representacions, amb multitud de personatges i de detalls, en dues ales iguals, petites i estretes, Van Eyck va haver d'innovar, redissenyant molts elements de la Crucifixió per transposar-lo a una presentació vertical i condensada, pròpia de la narrativa del Judici. El resultat és una taula amb unes creus enfilant-se cap al cel, una escena de multitud inhabitualment condensada al peu de la Creu, i l'escena dels ploraners acompanyants de Jesús al primer pla, tot desplegat en un pendent continu de dalt a baix a l'estil dels tapissos medievals. L'historiador d'art Otto Pächt ho descriu com "és el món sencer pintant com un Orbis Pictus".
Al panell de la Crucifixió, Van Eyck segueix la tradició del segle xiv de presentar els episodis bíblics utilitzant una tècnica narrativa. Segons l'historiador d'art Jeffrey Chipps Smith, els episodis semblen esdeveniments "simultanis, no seqüencials". Van Eyck condensa episodis clau dels evangelis en una composició única, cadascun ubicat de forma que condueixin la vista de l'espectador de baix a dalt en una seqüència lògica. Aquest mecanisme permet a Van Eyck crear una il·lusió de profunditat més gran, amb més arranjaments espacials complexos i inhabituals. A la Crucifixió, fa servir diferents indicadors per mostrar la relativa proximitat d'agrupacions de personatges a Jesús. Donada la mida dels ploraners en el primer pla amb relació a les figures crucificades, els soldats i els espectadors concentrats al mig, són molt més grans del que no correspondria estrictament a la perspectiva. Al Judici Final els condemnats estan a l'infern, que ocupa la meitat inferior, mentre els sants i els àngels es col·loquen més alts, en un primer pla superior. Pächt escriu d'aquest panell que l'escena "s'assimila a un cosmos espacial únic", amb l'arcàngel que fa de separador a l'espai pictòric entre cel i infern.
Els historiadors d'art han especulat sobre si les taules corresponen a un díptic o són part d'un tríptic. En aquest segon cas, la taula central podria haver estat una Adoració dels Reis Mags actualment desapareguda, o, com va proposar l'historiador d'art alemany J.D. Passavant el 1841, el panell central perdut podria haver estat una Nativitat. Actualment es considera improbable que un panell perdut hagués acompanyat originalment les ales exteriors, una estructura poc habitual per a pintors dels anys 1420 i 1430. Per contra, s'ha proposat que hi hagués una peça central afegida posteriorment, o com Albert Châtelet escriu, el panell central podia haver estat robat. L'historiador d'art Erwin Panofsky creia que les taules de la Crucifixió i el Judici Final formaven un díptic. Va argumentar que hauria estat estrany haver donat un "tractament sumptuós" com l'aconseguit en aquesta obra, si s'hagués tractat simplement d'ales exteriors. Aquesta aproximació és evocadora dels reliquiaris medievals. Altres han observat que els tríptics acostumaven a ser obres molt més grans, destinades a la devoció en espais públics, comptaven amb marcs daurats i amb moltes inscripcions; típicament, només la taula central hauria estat tan profusament decorada com aquestes. En contrast amb aquesta obra, els díptics contemporanis normalment es produïen per a la devoció privada i no acostumaven a estar daurats. No hi ha cap prova documental de l'existència d'una taula central original i l'examen tècnic suggereix que les dues taules estaven pensades com a ales d'un díptic, llavors un format emergent. Pächt creu que no hi ha prou evidències per determinar si existia un tercer plafó.

## El díptic

### Taula de laCrucifixió
La taula de la Crucifixió s'estructura en tres plans horitzontals, cada un d'ells representa moments diferents de la Passió. El terç superior mostra la Crucifixió davant d'una vista de Jerusalem; els dos terços inferiors mostren la multitud i els seguidors de Jesús al Gòlgota (Lloc del Crani). Situat a fora dels murs de la ciutat, entre tombes de roca i jardins, durant el segle I el Gòlgota era el lloc d'execució de Jerusalem, i els trossos visibles del turó subratllen la natura de l'àrea: "rocosa, prohibida i sense vida". L'atmosfera de desolació és reforçada per algunes figures del pis superior que es barallen per tenir una millor vista. Els evangelis expliquen que els seguidors de Jesús i parents, així com els seus perseguidors i diversos espectadors varen assistir a la crucifixió al Gòlgota. La composició situa els seguidors representats en primer pla, mentre que els seus enemics, incloent-hi el Summe Sacerdot d'Israel i els Ancians del Temple, es mostren al terç central.

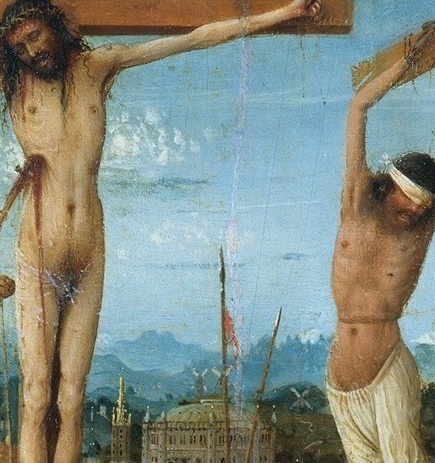
Mort de Crist a la Creu. Típicament una crucifixió acabava amb la ruptura de les cames de la víctima per tal de causar una mort més ràpida per asfíxia. Segons l'Evangeli de Joan, quan els soldats van venir a trencar les cames de Jesús, trobaren que ja era mort. Un dels soldats va foradar el seu costat amb una llança, i la sang i aigua rajaven de la ferida.

A la part central del primer pla hi ha un grup de cinc personatges plorant, amb altres tres figures posades dues a la dreta i una a l'esquerra. Al grup central, Joan Evangelista dona suport a la Verge Maria, envoltada per tres dones ploracossos, una d'elles amb una capa negra, d'esquena a l'espectador. El desmai de Maria pel dolor, l'empeny endavant dins l'espai pictòric, i segons Smith, la situa "en una posició més propera de l'espectador". Vestida amb una capa blava que l'embolcalla i amaga la major part de la seva cara, cau i és agafada per Joan, que la sosté pels braços.
Al costat dret, està agenollada Maria Magdalena, va vestida amb una capa verda amb adorns blancs i mànigues vermelles. Alça les seves mans amunt, estreny els seus dits amb un signe de desesperació i angoixa. És l'única figura des d'aquest grup que mira directament Crist i és un dels mecanismes que el pintor utilitza per dirigir la mirada de l'espectador cap amunt, cap a les creus. Els personatges situats als extrems del grup central, s'han identificat amb les profètiques sibil·les. La de l'esquerra està de cara a la creu amb l'esquena cap a l'espectador, mentre que el personatge amb turbant que hi ha a la dreta, de cara al grup, ha estat identificada com la Sibil·la Eritrea o de Cumes, a les quals s'atribueix, en la tradició cristiana, el fet d'advertir als romans ocupants sobre el culte de redempció que es desenvoluparia al voltant de la mort de Crist i la seva resurrecció. Té una expressió gairebé indiferent que s'ha interpretat com la satisfacció per l'encert profètic, i alhora amb contemplació compassiva del dolor de les altres dones.
El pis central mostra una escena amb una multitud, just damunt el grup de ploraners, separats per dos soldats dempeus entre les dues agrupacions. Els personatges del primer pla es reflecteixen a l'escut que porta a la cintura el soldat romà de la dreta, vestit de blau, amb un turbant blanc i una trena. Smith creu que Van Eyck fa servir aquests personatges per subratllar la separació emocional i física dels ploraners de les figures assortides recollides al pis central. L'historiador d'art Adam Labuda veu aquestes dues figures, ocupant tota l'amplada de la composició entre els dos grups, com un mecanisme pictòric que junt amb la mirada ascendent de Maria Magdalena, dirigeix els ulls dels espectadors cap amunt a través de la seqüència dramàtica de la taula.

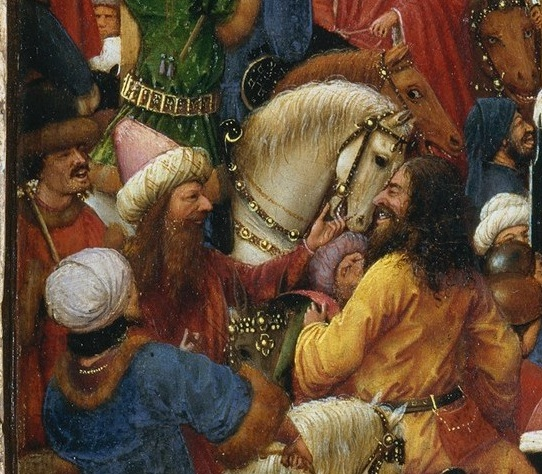
La burla dels condemnats. A l'època hi havia molts enemics del Temple i Jesús era vist per la jerarquia jueva merament com el successor carismàtic de Joan Baptista. Encara que va fer prou per representar una amenaça i ser executat, va ser vist en última instància pels ancians com un altre pseudo-profeta agitador.

Segons Burroughs, la composició de Van Eyck posa particular èmfasi en la brutalitat i indiferència de la multitud que presencia el patiment de Crist. Els personatges són una mescla de legionaris romans, jutges i diversos paràsits que arriben per presenciar l'espectacle. Alguns estan vestits amb riques robes, de colors brillants, una mescla d'estils europeus orientals i del nord, mentre uns quants van muntats a cavall. Alguns obertament insulten i es burlen del condemnat, altres es queden bocabadats i atordits observant "tan sols una altra" execució, mentre altres parlen entre ells. L'excepció és el centurió amb armadura, assegut en un cavall blanc a l'extrem dret de la taula, que mira a Crist, amb els braços oberts i estesos en amunt, el cap tirat enrere, l'autor ha captat "el precís moment de la seva il·luminació" en reconeixement de la divinitat de Crist. Els dos cavallers del costat s'assemblen als d'Els Jutges Justos del retaule de L'adoració de l'Anyell Místic del mateix Van Eyck. L'historiador d'art Till-Holger Borchert observa que aquestes figures tenen un "major dinamisme amb aquesta vista d'esquena que la vista de perfil" de la taula de Gant, i que aquest és un nou element per conduir l'ull de l'observador cap amunt, cap a la crucifixió.

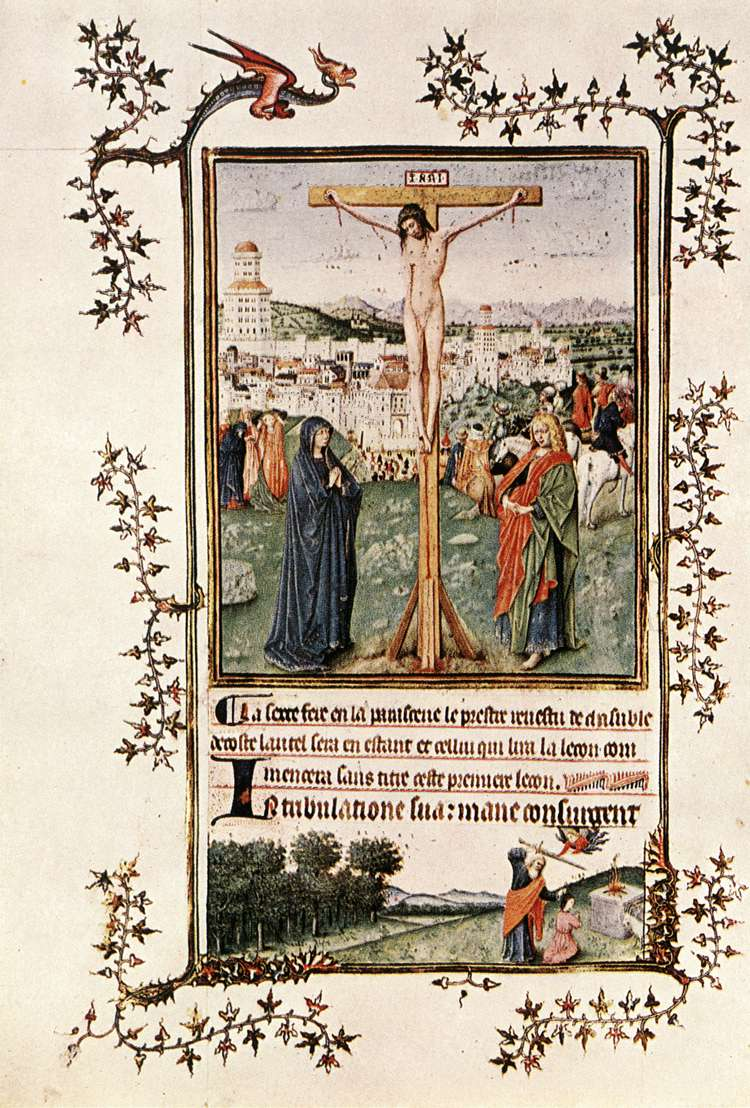
Full del Llibre d'Hores de Torí, artista desconegut, c. 1440-1450. Aquesta il·lustració s'atribueix sovint a Jan van Eyck o un membre del seu taller

Van Eyck estén l'alçada de les creus fins a un grau irreal per deixar que la crucifixió domini el terç superior de la taula. Crist mira directament l'espectador, mentre que les creus dels dos lladres es posen en angle a ambdós costats. Els lladres estan lligats amb cordes en lloc d'estar clavats. El cos del lladre penedit a la dreta, què és esmentat a l'Evangeli de Lluc, està mort. El "mal" lladre al costat esquerre, està morint torçat de dolor, i segons l'historiador d'art James W.H. Weale, descrit com "lluitar desesperadament, però en va". Les mans dels dos homes s'han tornat negres per la manca de flux sanguini. Hi inclou la placa amb la inscripció INRI, preparada per Pilat o pels soldats romans, acrònim en hebreu, llatí i grec de Iesvs Nazarenvs Rex Ivdaeorvm.
La taula capta el moment de la mort de Jesús, tradicionalment era el moment després de trencar les cames dels lladres. Crist està despullat amb l'excepció d'un perizonium transparent, amb part del seu pèl púbic visible. Les seves mans i peus es claven a la fusta; la sang des del clau que aguanta els seus peus a la creu taca el hipopòdium o base de fusta. Les seves mans s'estiren sota el pes del seu cos, i en la seva agonia final, la seva mandíbula està caiguda; la seva boca estàa obert amb les dents exposades en una ganyota de mort. Al pis central, en la base de la creu, Longinus, a cavall i amb un barret de pell adornat i túnica verda, és guiat per un assistent per ferir el costat de Jesús amb una llança, aconseguint que una sang intensament vermella brolli de la ferida. A la dreta de Longinus, un Estefaton manté en alt una esponja remullada amb vinagre a la punta d'una canya.
La primera generació dels pintors primitius flamencs normalment no paraven gaire atenció al disseny del paisatge de fons. Sovint incorporaven una vista distant i mancada de qualsevol observació real de la natura, mostrant així una forta influència dels pintors italians però amb menys elements en la composició. Aquest díptic, tanmateix, conté un dels paisatges de fons més memorables de la pintura del nord del segle xv. La panoràmica de Jerusalem s'estén allunyant-se fins a una serralada muntanyosa al fons. El cel, que continua a la part superior de la taula de mà dreta, es representa en blaus profunds sobre el que es dibuixen uns cúmulus. Aquests núvols són similars als del retaule de L'adoració de l'Anyell Místic i, com en aquell treball, són inclosos per donar profunditat i enriquir el paisatge de fons. El cel sembla que acaba d'enfosquir-se, mantenint-se la idea que la taula capta el moment de la mort de Jesús. Els cirrus, més dèbils, es poden veure a la part més alta amb la presència del sol identificable per una ombra a la part superior esquerra de la taula.

### Taula delJudici Final

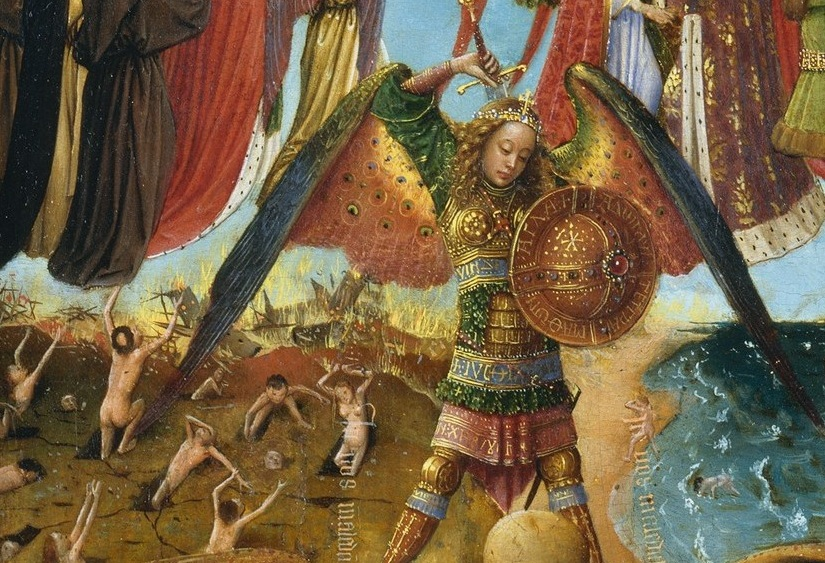
Sant Miquel Arcàngel domina el maligne, mentre darrere d'ell els ressuscitats surten de les seves tombes davant d'una ciutat en flames

La taula dreta, d'igual forma que la taula de la Crucifixió, està dividida horitzontalment en tres àrees. Es representen, de dalt a baix, el cel, la terra i l'infern. El cel conté una deisi tradicional amb clergues i laics; la terra, al pis intermedi, és dominada per les figures de Sant Miquel Arcàngel i una personificació de la mort; mentre al terç inferior els condemnats cauen a l'infern i són torturats i menjats per bèsties. En descriure el passatge de l'infern, l'historiador d'art Bryson Burroughs escriu que "les invencions diabòliques de Bosch i Brueghel són un joc de nens comparades amb els horrors de l'infern imaginats per Van Eyck". Pächt compara l'escena amb un bestiari medieval, comprenent una "fauna total de dimonis zoomòrfics". L'infern de Van Eyck està habitat per monstres demoníacs dels quals els únics trets visibles són sovint "els seus ulls que brillen i el blanc dels seus ullals". Els pecadors cauen de cap per avall al seu turment, a mercè dels dimonis que prenen formes recognoscibles com rates, serps i porcs, així com un os i un ase. Audaçment, van Eyck mostra reis i membres del clergat entre els condemnats a l'infern.
La terra és representada per l'estreta àrea entre cel i infern. El passatge mostra la resurrecció dels morts com els focs de la ira de l'últim dia. Els morts surten de les seves tombes a l'esquerra i del mar tempestuós a la dreta. Sant Miquel Arcàngel està dempeus sobre les espatlles de la mort, la figura més gran de la pintura, el cos i les ales de la qual abracen l'espai pictòric sencer. Sant Miquel porta armadura daurada tatxonada de joies i té cabells rossos arrissats i ales policromes similars a les de la taula del comitent del Tríptic de Dresden de Van Eyck de 1437. Sant Miquel apareix, segons Smith, "com un gegant a la terra, l'escorça de la qual es configura amb les ales de la figura esquelètica de la Mort. Els condemnats són excretats des dels intestins de la Mort al fosc llot d'infern". La imatge de la Mort com un ratpenat, amb el crani emergint a la terra i els esquelètics braços i cames que arriben avall de tot de l'infern, és el protagonista de la narrativa, segons Pächt, però la mort és vençuda per la posició de l'Arcàngel que mira esvelt i jove entre els horrors de l'infern i la promesa del cel.

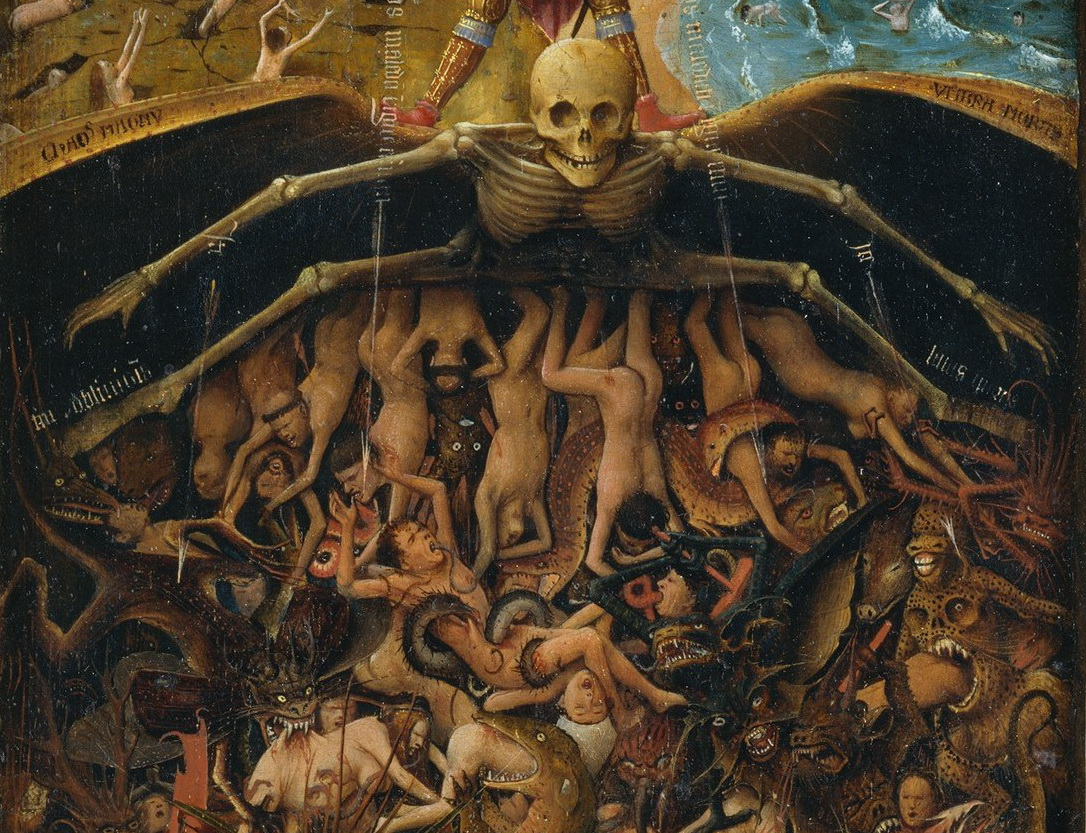
Una personificació de la mort estén les seves ales esquelètiques sobre els caiguts i condemnats, algun dels quals poden ser identificats pel seu pentinat com a membres del clergat

La porció superior de la taula mostra la Segona Vinguda com es recull a Mateu 25:31: "Quan el Fill de l'Home vindrà ple de glòria, acompanyat de tots els àngels, s'asseurà en el seu tron gloriós". Crist, que estava despullat, fràgil i gairebé mort a la taula de la Crucifixió, és ara ressuscitat i triomfant al Cel. Està vestit amb una capa vermella llarga i va descalç. Les seves mans i peus estan envoltats per cercles de llum groga. Les Ferides Sagrades són visibles en els seus palmells, que manté oberts; a través de l'obertura de la capa és visible la ferida del seu costat feta per la llança de Longinus i, als seus peus, s'observen les ferides fetes pels claus.
Crist s'asseu al centre d'un gran grup d'àngels, sants i ancians sagrats. Segons Pächt, en aquesta escena en un cel en què "tot és dolçor, gentilesa i ordre". Maria i Joan s'agenollen en oració al costat mateix de Crist, a dreta i esquerra. Els dos tenen nimbes i estan realitzats en una escala molt més gran que les imatges circumdants, sobre les quals semblen estar elevades. Maria té la seva mà dreta al seu pit, mentre que la seva esquerra s'alça com per demanar la pietat per a les petites imatges despullades protegides per la seva capa, evocant la posa convencional de la Mare de Déu de la Misericòrdia. Un cor de verges es reuneixen directament sota els peus de Crist. Miren cap a l'espectador i canten l'elogi de Crist.

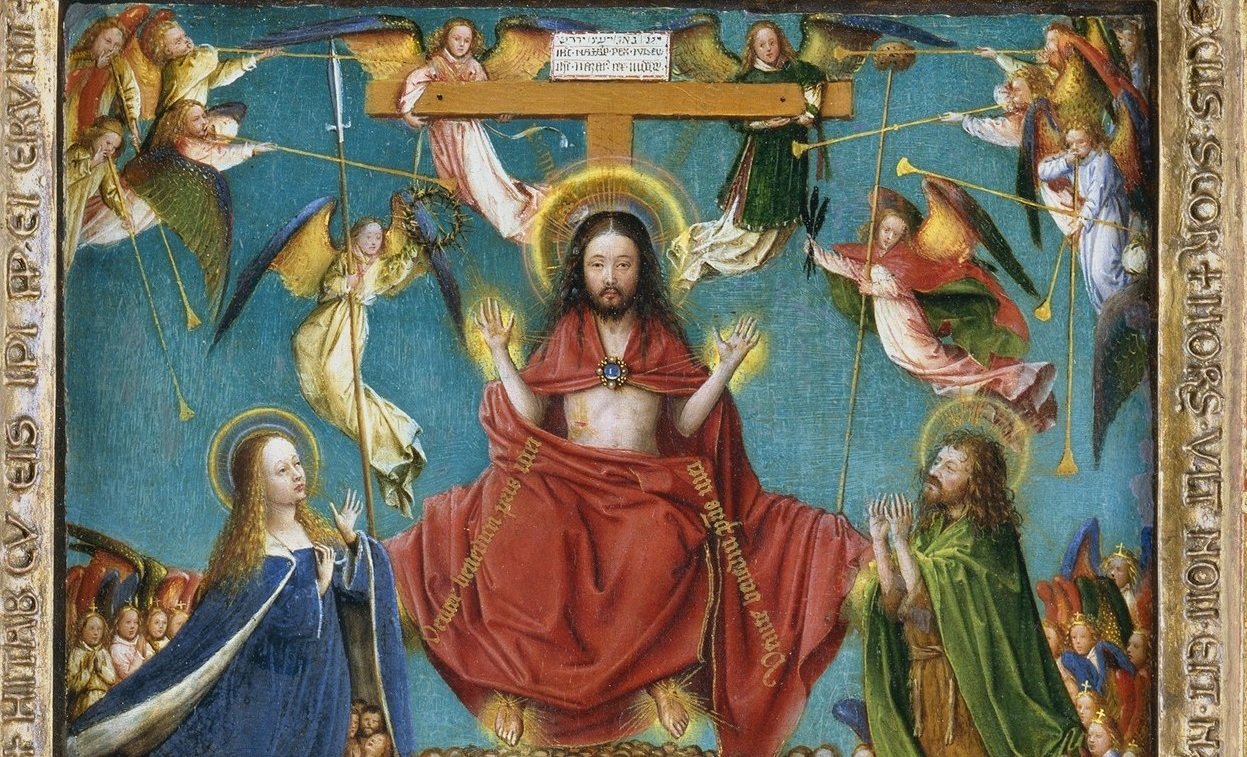
Detall del Crist en Majestat. Aquesta àrea està pintada amb menys habilitat que les altres seccions de les taules, la qual cosa fa pensar en la intervenció d'algun altre membre del taller de Van Eyck

Encapçalats per Sant Pere, els Apòstols van vestits amb capes blanques i seuen en dos bancs encarats situats per sota de Crist i a dreta i a esquerra del cor de verges. Dos àngels atenen els grups reunits a cada costat dels bancs. Altres dos àngels estan immediatament damunt de Crist, subjectant la Creu; vesteixen amit blanc i alba i el de la dreta també porta una dalmàtica de color verd. A la mateixa alçada i a dreta i esquerra del cap de Crist, dos àngels porten els instruments de la Passió, la Llança Sagrada i la corona d'espines el de l'esquerra, i una esponja i els claus el de la dreta.
Tot el conjunt d'àngels que rodegen Crist estan alhora flanquejats per un grup de vuit àngels, quatre a cada costat, a la zona dels carcanyols, que fan sonar llargues trompetes.
Van Eyck va ser una influència important en Petrus Christus i es creu que aquest pintor va estudiar les taules mentre era al taller de Van Eyck. Christus av fer una paràfrasi molt més gran i adaptada de la taula el 1452, com a part d'un retaule monumental, actualment a Berlín. Encara que hi ha diferències significatives entre els dos treballs, la influència de Van Eyck sobre el treball de Christus és més evident en el format vertical, estret i en la figura central de Sant Miquel, que també divideix l'escena entre cel i infern.

### Iconografia

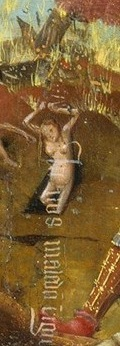
Una dona s'aixeca de la seva tomba, darrere una de les inscripcions que cauen en qualsevol costat de la figura de Miquel. Les tradicions iconogràfiques al es basaven en representacions del Judici Final que col·locaven a la dreta de l'arcàngel Miquel els que s'havien de salvar, i els condemnats a l'infern a l'esquerra

L'historiador d'art John Ward subratlla la rica i complexa iconografia i simbolisme de Van Eyck utilitzada per cridar l'atenció d'allò que ell veia com la coexistència dels mons espirituals i materials. A les seves pintures, els trets iconogràfics típicament s'ordeixen de forma subtil dins el treball, com a "[detalls] relativament petits, al fons o entre ombres". La importància de les imatges és sovint tan densa i intricada per capes que un treball s'ha de veure múltiples cops abans que es tornin aparents fins i tot els significats més obvis. Segons Ward, els elements iconogràfics els acostuma a ubicar "perquè inicialment passin per alt, i finalment siguin descoberts". Escrivint sobre la taula del Judici Final, Burroughs es fixa que "cada una de les múltiples escenes exigeix molta atenció per si sola". Segons Ward, Van Eyck força l'espectador a buscar el significat a la iconografia, creant una superfície de capes múltiples que reclama l'atenció de l'espectador per la comprensió més profunda tant de la pintura com dels seus símbols. Molta iconografia de Van Eyck vol transmetre la idea del pas promès des del pecat i la mort cap a la salvació i el renaixement".

### Inscripcions
Tant els marcs com les àrees pictòriques del díptic contenen força inscripcions i frases en llatí, grec i hebreu. Els primers treballs de Van Eyck mostren una predilecció per les inscripcions, que responen a un propòsit doble. Són decoratives i alhora també funcionen de forma similar als comentaris marginals dels manuscrits medievals que posen en context la importància de les imatges que acompanyen. Els díptics acostumaven a ser encàrrecs per a la dedicació privada, i Jan van Eyck pretenia que l'espectador contemplés text i imatges a l'uníson.
En aquest treball, les inscripcions són en majúscules quadrades romanes o miniatura gòtica, i en alguns llocs sembla que contingui errors ortogràfics, fent difícil la seva interpretació. El seu marc cobert d'or i les inscripcions llatines, amb les seves subtils referències a diversos passatges en ambdues taules, indiquen que el comitent era ric i educat. Els costats dels marcs recullen inscripcions del Llibre d'Isaïes［Apocalipsi 53:6-12］, l'Apocalipsi［Apocalipsi 20:13］［Apocalipsi 21:3-4］ o el Deuteronomi［Deuteronomi 32:23-24］. A la taula de la dreta, les ales de la figura de la Mort contenen inscripcions llatines en tots dos costats; a l'esquerra són CHAOS MAGNVM ("gran caos"), amb UMBRA MORTIS ("ombra de la mort") inscrit a la dreta. Hi ha un missatge de Mateu 25:41 escrit als dos costats del cap i les ales de la mort, des de terra cap avall fins a l'infern. El text diu: Ite vos maledicti in ignem eternam ("Aneu, maleïts, al foc etern"). D'aquesta manera, Van Eyck alinea dramàticament l'extracte bíblic en raigs dobles diagonals de llum que semblen llançats des dels cels. A la mateixa secció un altre text diu: ME OBVLIVI..
Al pis central, l'armadura de l'arcàngel sant Miquel conté inscripcions esotèriques l'origen de les quals és sovint difícil d'interpretar. Al plastró del seu pit s'hi pot llegir: VINAE(X), mentre al seu escut ovalat amb joies incrustades, té la creu gravada i el decora una escriptura grega ADORAVI TETGRAMMATHON AGLA. El significat d'aquesta frase no s'ha identificat definitivament; alguns historiadors d'art creuen que conté errors ortogràfics i s'ha malinterpretat. Friedländer va transcriure la primera paraula com ADORAVI mentre la paraula final AGLA que Filip Coppens interpreta com l'anagrama del conjur cabalístic màgic de protecció Atta Gibbor Le'olam Adonai (El Senyor és sempre totpoderós). La paraula també apareix en una rajola del retaule de L'adoració de l'Anyell Místic. En la porció superior, les inscripcions daurades que s'executen verticalment a través de les vores de la capa de Crist contenen VENITE BENEDICTI PATRIS MEI ("Veniu, beneïts del meu Pare").

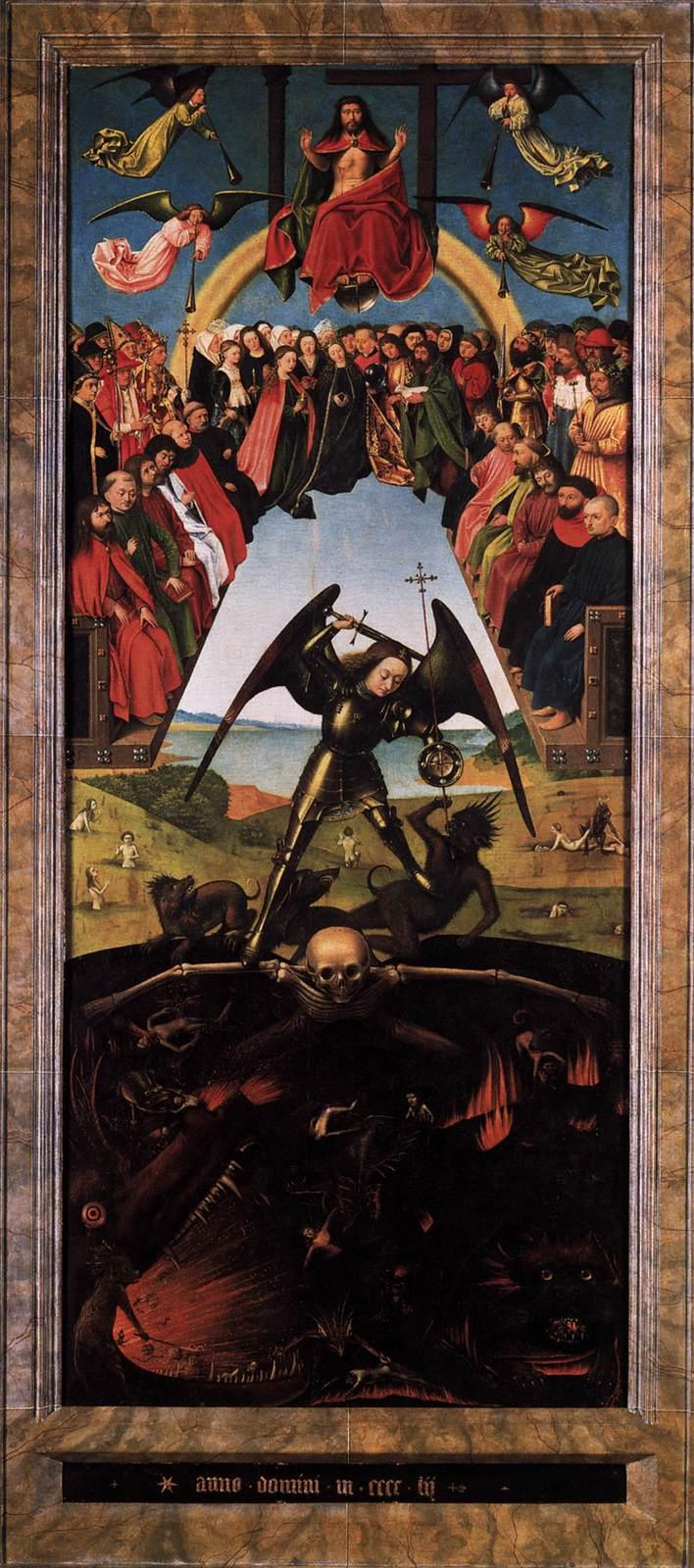
Petrus Christus Judici Final (1452) és un plafó molt més gran i més fàcil de "llegir", quasi una còpia del de Van Eyck. Panofsky comentava que "allò què [Christus] creia difícil d'entendre, ell ho explicava; i allò que decidia retenir, ho representava en la llengua simple, vernacla". Gemäldegalerie (Berlín)

## Atribució i datació
Al llarg dels anys les taules s'han atribuït tant a Jan com a Hubert van Eyck, així com a Petrus Christus. El 1841, Passavant atribuïa el díptic conjuntament a Hubert i a Jan van Eyck; per 1853, havia revisat la seva opinió i atribuïa l'obra exclusivament a Jan van Eyck. Gustav Waagen, el primer director del Gemäldegalerie, Berlín, les va atribuir a Petrus Christus a mitjan segle xix, basant-se en la similitud de la taula esquerra amb el Judici Final de 1452 signat per Christus i que actualment és a Berlín. Aquesta opinió va ser rebutjada el 1887, i una vegada més es tornaven a associar amb Jan van Eyck, una autoria ratificada el 1917 quan les taules varen passar a l'Ermitage.
Bryson Burroughs, que escrivia per al Metropolitan en el moment de la seva adquisició el 1933, atribuïa els treballs a Hubert. Burroughs veia a les taules la mà d'un artista expressiu, "tot nervi i sensibilitats", amb destresa per superar la difícil col·locació de les figures centrals de les taules, però qui era, no obstant això, dèbil dibuixant. Aquest perfil creia que era incompatible amb el conegut perfil distant i impassible del mestre Jan. Tanmateix Burroughs admetia que no hi havia "cap prova documentada certa per a l'atribució [a Hubert]". Admetia que la seva evidència "era limitada, inevitablement incompleta" i, per tant, "circumstancial i presumpta". Més recentment, els investigadors tendeixen a acceptar que Jan va pintar les taules basant-se en l'evidència que són estilísticament més properes a ell que al seu germà Hubert, qui va morir el 1426; i també al fet que Jan, qui havia viatjat aquell any a Itàlia travessant els Alps, hagués pintat una serralada.
Les pintures s'han comparat sovint amb les set pàgines del manuscrit il·luminat del Llibre d'Hores de Torí atribuït a l'artista sense identificar conegut com a "Mà G", generalment identificat amb Jan van Eyck. La proximitat de tècnica i estil personal d'aquest díptic amb la miniatura és apreciable. La similitud d'un dels dibuixos de Torí amb la Crucifixió de Crist i la mateixa escena del díptic de Nova York, ha portat alguns historiadors d'art a concloure que havien estat, com a mínim, pintades a la mateixa època, entre els anys 1420 i començaments de 1430. Molts creuen que totes dues obres es varen originar a partir d'un prototip dissenyat per Van Eyck. Panofsky atribuïa les taules de Nova York a la "Mà G". Quan es varen descobrir les miniatures del Llibre d'Hores de Torí, es consideraven al principi que s'havia pintat abans de la mort del duc Joan de Berry el 1416, una idea que ràpidament va ser rebutjada amb una data situada en algun moment els primers anys 1430.
Pächt afirma que el díptic reflecteix: "el personal estil i imaginació escènica única de la mà G" (que ell considerava que podia ser Hubert o Jan). Fins que Hans Belting i Dagmar Eichberger publiquen el 1983 Jan van Eyck als Erzähler, els acadèmics s'havien centrat exclusivament en la datació i atribució del díptic, parant poca atenció a les seves fonts d'influència i iconografia. Borchert calcula el seu acabament pels volts de 1440, mentre que Paul Durrieu suggereix una datació tan primerenca com 1413. El 1983, Belting i Eichberger suggerien una data de c. 1430 basats en característiques específiques del treball: la perspectiva "de visió d'ocell" i horitzó, les figures densament agrupades i, especialment, un relat pictòric que es mou a través de les àrees de la imatge a la taula de la Crucifixió. Belting i Eichberger afirmaven que aquest estil s'emprava durant els primers treballs de la taula, però que va ser en gran part abandonat pels anys 1430.
La datació que el situa sobre 1430 ve suportada per l'estil del dibuix subjacent, que és coherent amb treballs signats per Van Eyck d'aquella època. A més a més, les figures vesteixen amb roba de moda als anys 1420 amb l'excepció d'un dels possibles donants, provisionalment identificats amb Margarida de Baviera, que apareixeria representada com la sibil·la de la part dreta del primer pla de la taula de la crucifixió i que vesteix amb roba de moda dels primers anys 1430.
Les parts superiors de la taula del Judici Final són considerades com el treball d'un pintor menys expert i amb un estil menys particular. Es pensa que Van Eyck va deixar aquesta taula inacabada només amb un dibuix subjacent complet i que aquesta zona fou acabada per membres del taller o per seguidors seus després que morís. Maryan Ainsworth del Metropolitan proporciona un punt de vista diferent en subratllar l'estreta relació que se sap que va existir entre tallers contemporanis als Països Baixos i França, i especula amb la possibilitat que un miniaturista o il·luminador francès, potser del taller de Bedford Master, viatgés a Bruges per ajudar Van Eyck amb aquesta taula.

## Procedència
Es desconeix la procedència de l'obra abans dels anys 1840. Atès que les taules de diminutes mides com aquesta són típics dels primers díptics de l'autor, sembla probable que el treball fos encarregat per un privat més que per un espai públic. S'ha identificat al comitent amb algú ben educat, amb coneixement i interès per l'art de segles anteriors, un fet reforçat tant per les inscripcions de llengües clàssiques com pels abundants detalls trobats a totes les àrees de les taules.
En un article de 1841 al diari Kunstblatt, Passavant donava compte de com es compraven taules per subhasta de monestirs i convents espanyols. El diplomàtic rus Dmitry Tatishchev, que va viure a Espanya entre 1815 i 1821, va adquirir les taules entre 1841 i 1845, possiblement procedents d'un convent o monestir prop de Madrid o Burgos. Tatishchev va deixar els seus quadres al tsar Nicolau I de Rússia el 1845, i varen passar a mans de la Galeria de l'Ermitage a Sant Petersburg el 1917.
Les taules varen formar part de la venda soviètica de pintures de l'Ermitage, que incloïa un altre important treball de Van Eyck, L'Anunciació de 1434-1436. Varen ser adquirits per Charles Henschel, de la galeria d'art de Nova York M. Knoedler & Companyia. per 185.000 dòlars, significativament menys que els 600.000 dòlars demanats quan es varen intentar vendre el 1931. Les taules s'enviaven de Sant Petersburg a la Galeria Matthiesen de Berlín abans que M. Knoedler & Companyia els vengués al Metropolità de Nova York aquell any.

## Galeria

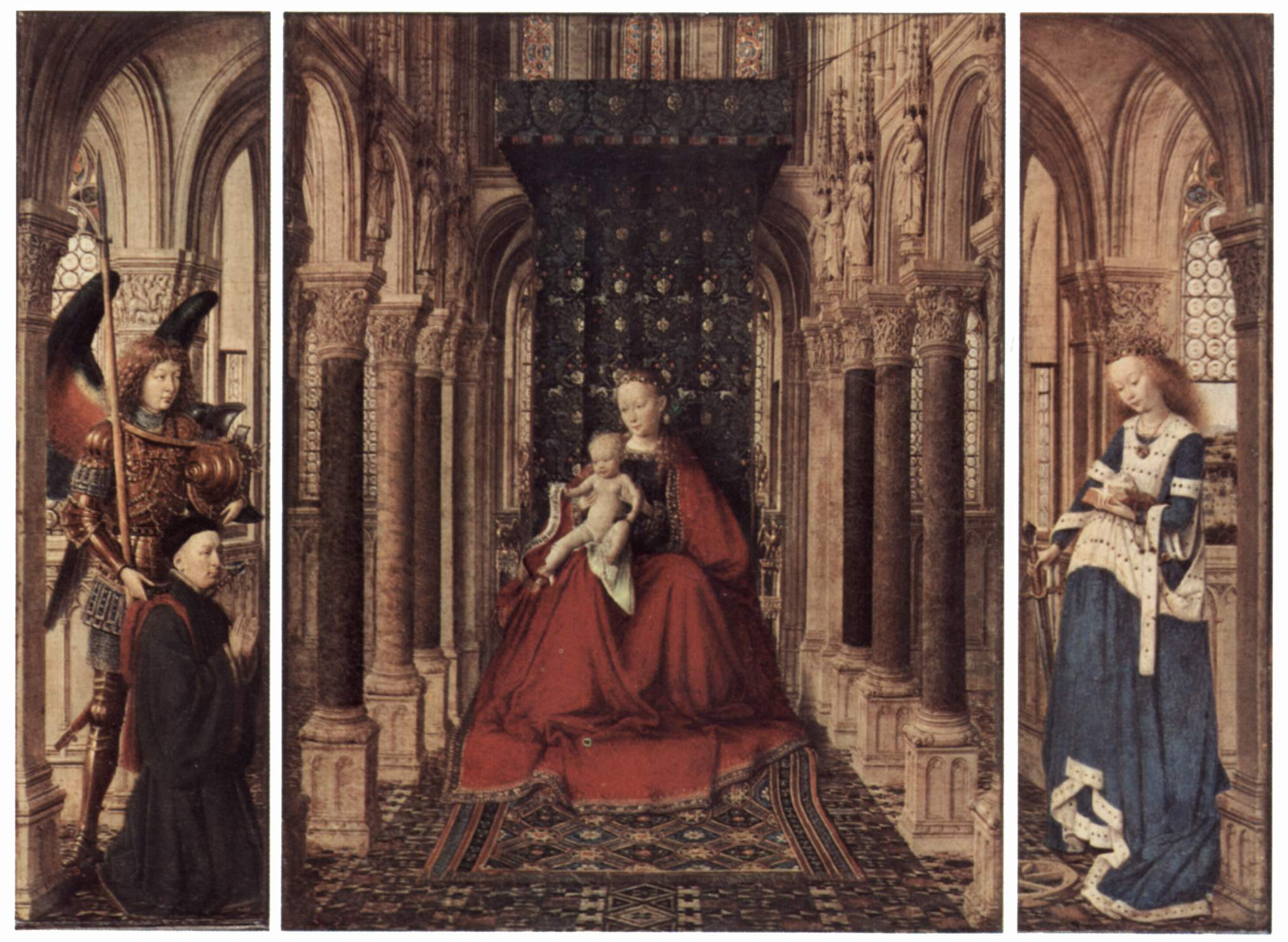
Tríptic de Dresden de Van Eyck, ca. 1437. L'armadura de l'arcàngel sant Miquel i les ales d'aquest treball són molt similars a les de la taula del Judici Final. Gemäldegalerie, Berlín

### Plafó esquerre

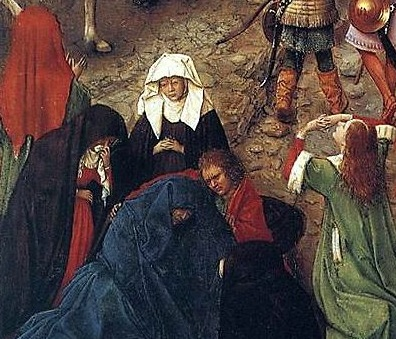
Les dones desmaiades pel dol
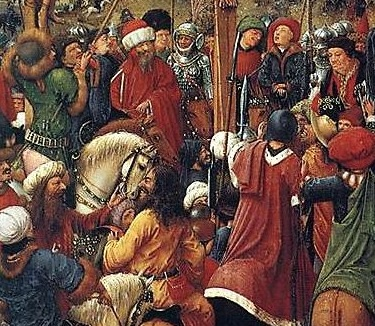
Els espectadors curiosos es reuneixen en la base de la creu
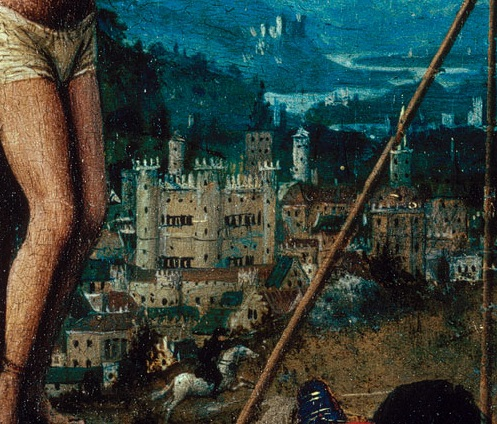
Jerusalem vista de lluny més enllà de la creu.

### Plafó dret

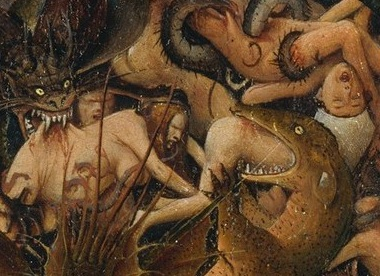
La carn d'una dona és estripada per les dents d'un dimoni, mentre un llangardaix diabòlic davant seu es menja un home començant pel seu cap
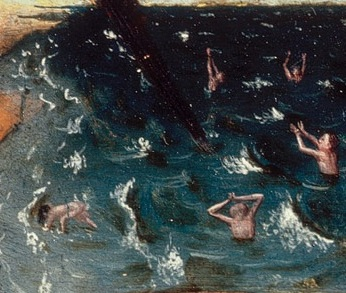
A la dreta de Sant Miquel Arcàngel, els ressuscitats són cridats des de les seves tombes des del fons del mar per afrontar el judici
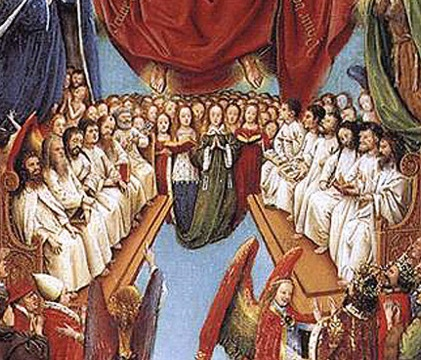
Els assistents a la resurrecció de Crist, a la part alta del plafó dret. A causa de la seva simplicitat compositiva es creu que aquesta part es va completar per un membre del taller